# خيسوس هرنانديز توماس
خيسوس هرنانديز توماس (بالإسبانية: Jesús Hernández Tomás)‏ هو سياسي إسباني، ولد في 1907 في مرسية في إسبانيا، وتوفي في 1971 في مدينة مكسيكو في المكسيك. حزبياً، نشط في الحزب الشيوعي الإسباني.